# Calopteromantis terrai
Calopteromantis terrai es una especie de mantis de la familia Thespidae.

## Distribución geográfica
Se encuentra en Brasil.